# Щ-305
«Щ-305» — советская дизель-электрическая торпедная подводная лодка времён Второй мировой войны, принадлежит к серии V-бис проекта Щ — «Щука». При постройке лодка получила имя «Линь». Головная подводная лодка серии.

## История корабля
Первый боевой поход Щ-305 совершила 25 июня — 7 июля 1941 года. За время похода трижды встречала финскую подводную лодку («Ветехинен» или «Весихииси»), в первый раз, 28 июня, безрезультатно атаковала её торпедой, 30 июня роли поменялись, и Щ-305, совершив срочное погружение, уклонилась от торпедной атаки.
Во второй боевой поход на позицию в район Аландских островов Щ-305 вышла 17 октября 1942 года в составе третьего эшелона подводных лодок КБФ. Днем 5 ноября при попытке атаковать конвой Щ-305 обнаружена сторожевым кораблем «Виско», который сбросил на неё 2 глубинных бомбы. Сторожевик дал оповещение по флоту, и на перехват вышли финские субмарины «Ветехинен» и «Ику Турсо». Ночью 5 ноября во время зарядки аккумуляторных батарей северо-восточнее Симпнаса «Щ-305» была безрезультатно атакована двумя торпедами с «Ветехинен» после чего был отдан приказ открыть огонь из орудия. Щ-305 начала погружаться после обстрела, но имевшая острый форштевень «Ветехинен» протаранила советскую субмарину в районе носовых рулей, от чего та быстро пошла ко дну со всем экипажем.

## Обнаружение

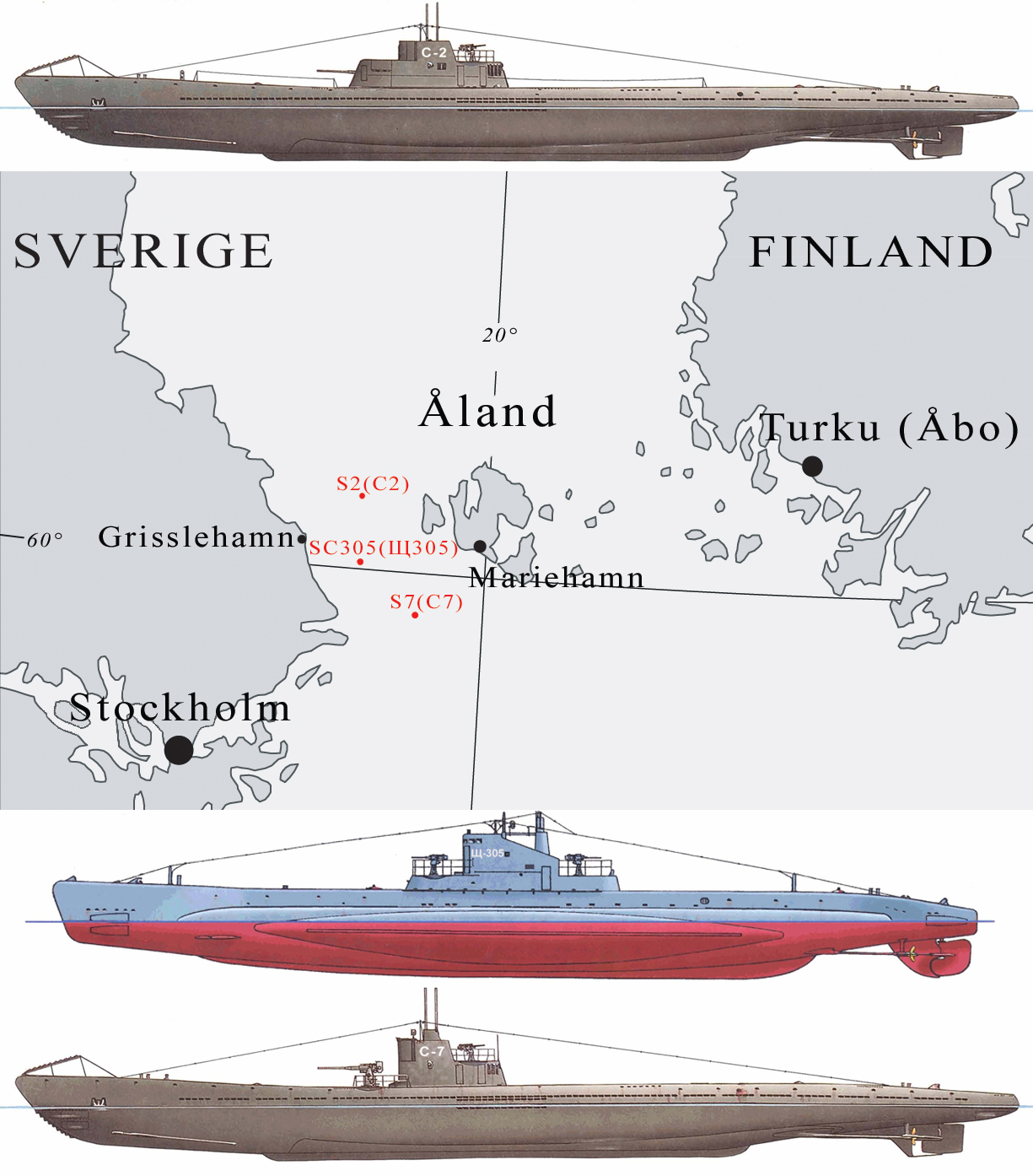
Место гибели Щ-305

Щ-305 была обнаружена недалеко от Аландских островов в 2007 году.

## Командиры лодки
- февраль 1940 — июль 1941 — Анатолий Михайлович Середа,
- июль 1941 — 31 июля 1941 — Константин Сергеевич Кочетков,
- 31 июля 1941 — 5 ноября 1942 — Дмитрий Михайлович Сазонов.